# Mandø
Mandø este o arie protejată (arie de protecție specială avifaunistică — SPA) din Danemarca întinsă pe o suprafață de 854 ha, integral pe uscat.

## Localizare
Centrul sitului Mandø este situat la coordonatele 55°16′55″N 8°34′12″E / 55.281944°N 8.57°E.

## Înființare
Situl Mandø a fost declarat arie de protecție specială avifaunistică în mai 1983 pentru a proteja 18 specii de animale.

## Biodiversitate
Situată în ecoregiunea atlantică, aria protejată nu include niciun habitat protejat.
La baza desemnării sitului se află mai multe specii protejate de  păsări (18): rață fluierătoare (Anas penelope), ciuf de câmp (Asio flammeus), Branta bernicla bernicla, Branta bernicla hrota, Branta leucopsis, fugaci de țărm (Calidris alpina), Calidris canutus, erete de stuf (Circus aeruginosus), șoim călător (Falco peregrinus), pescăriță râzătoare (Gelochelidon nilotica), scoicar (Haematopus ostralegus), sitar de mal nordic (Limosa lapponica), bătăuș (Philomachus pugnax), ciocântors (Recurvirostra avosetta), chiră mică (Sterna albifrons), chiră de baltă (Sterna hirundo), Sterna paradisaea, călifar alb (Tadorna tadorna).